# Фелісіте
Фелісіте (фр. Félicité) — острів в Індійському океані, входить до Північно-Східної групи Внутрішніх Сейшельських островів. Належить державі Сейшельські Острови.

## Географія
Острів Фелісіте знаходиться за 55 км на північний схід від острова Мае та за 4 км на схід від острова Ла-Діг. Найближчі острови — Ла-Діг на заході, Вест-Сістер (Петіт-Сер), Іст-Сістер (Гранд-Сер) та Коко на півночі, Мері-Анн на сході. Довжина острова становить 2,9 км, ширина — 1,3 км. За походженням острів гранітний, із стрімкими обривами; найвища точка — 213 м над рівнем моря. Острів вкритий пальмовими гаями, які ростуть як на схилах, так і на рівнинних ділянках.
До 1970-х років на острові були кокосові плантації, населення становило близько 50 осіб. Наприкінці XIX століття тут у засланні проживав султан Перака Абдулла, який потім переїхав на Мае.
На острові знаходиться невеликий чотиризірковий готель.